# PGC 23935
LEDA/PGC 23935, auch UGC 4457, ist eine Balken-Spiralgalaxie von Hubble-Typ SBc mit aktivem Galaxienkern im Sternbild Krebs auf der Ekliptik. Sie ist schätzungsweise 494 Millionen Lichtjahre von der Milchstraße entfernt und hat eine Ausdehnung von etwa 290.000 Lichtjahren. Vom Sonnensystem aus entfernt sich das Objekt mit einer errechneten Radialgeschwindigkeit von näherungsweise 11.100 Kilometern pro Sekunde. Gemeinsam mit PGC 23937 bildet sie das wechselwirkende Galaxienpaar Arp 58.
Halton Arp gliederte seinen Katalog ungewöhnlicher Galaxien nach rein morphologischen Kriterien in Gruppen. Diese Galaxie gehört zu der Klasse Spiralgalaxien mit einem kleinen Begleiter hoher Flächenhelligkeit auf einem Arm (Arp-Katalog).

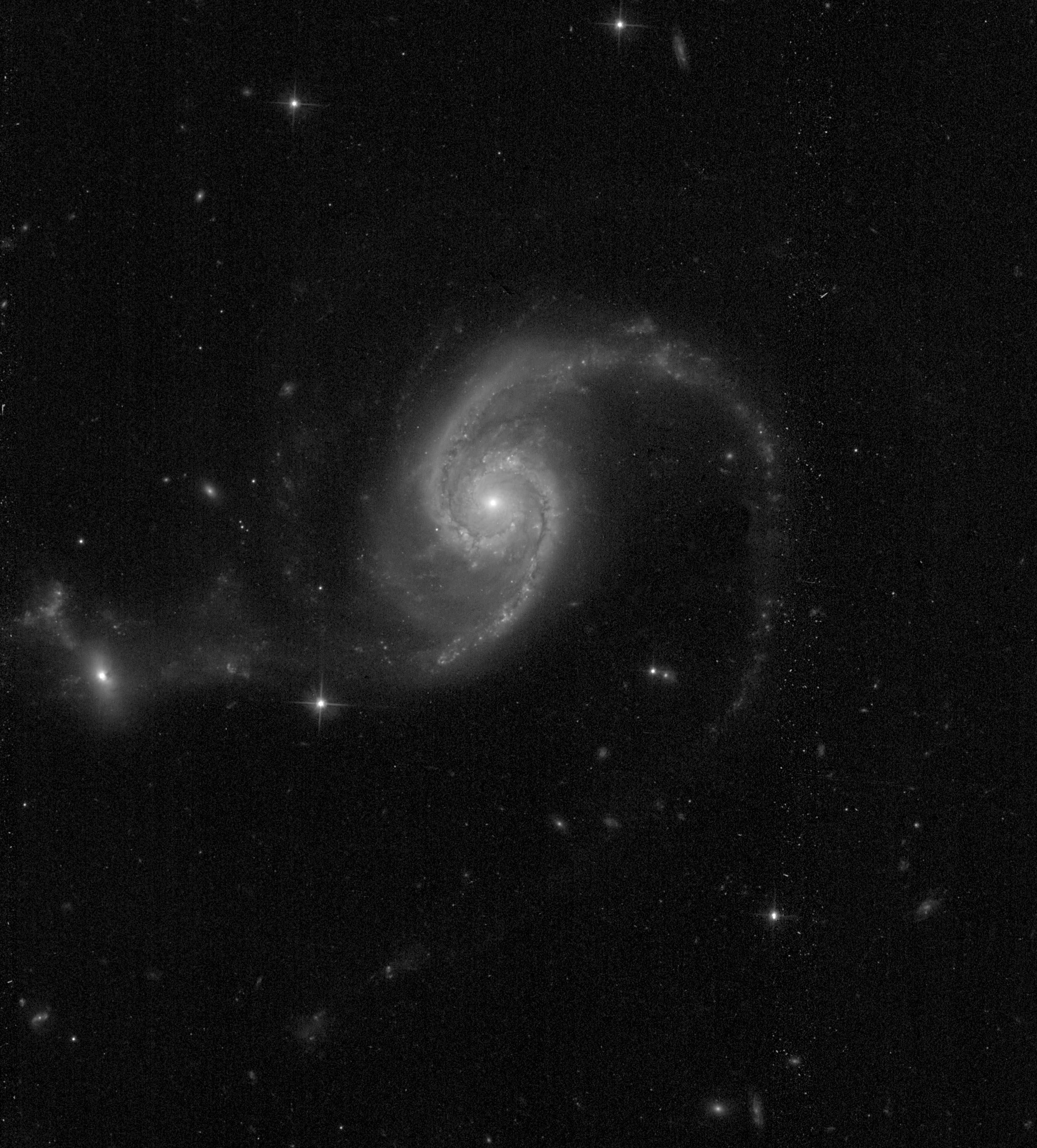
Aufnahme mithilfe des Hubble-Weltraumteleskops

Im selben Himmelsareal befinden sich unter anderem die Galaxien PGC 23944, PGC 23968, PGC 23991, PGC 1580057.